# NHK経済マガジン
『NHK経済マガジン』（エヌエイチケイけいざい- ）は、1988年4月10日から1993年4月4日までNHK総合テレビジョンで放送された経済ニュース番組である。

## 概要
それまで日曜の夕方にNHK教育テレビジョンで放送された『サラリーマンライフ』という情報番組を発展解消させ、報道局・番組制作局の一体化によって日本の経済・企業の最新情報を、同じ日曜夕方18時から18時45分の生放送で展開した。
なお、総合テレビはこの枠で『ステージ101』→『レッツゴーヤング』→『ヤングスタジオ101』と代々アイドルタレントを起用した音楽番組を放送したが、この番組以後は一般向けの番組の放送枠となった。

## 出演者

### 司会
- 水城武彦（初代 - 当時、NHK解説委員）
- 藤田太寅（2代目 - 同上）

### アシスタント
- 小林美樹（元テレビ新潟アナウンサーで元アイドル歌手）

ほか